# Radič Božić
Radič Božić serb. Радич Божић (ur. 1502, zm. wrzesień 1528) – despota serbski na Węgrzech latach 1527-1528. 
Brał udział bitwie pod Mohaczem w 1526. W sporze o tron węgierski pomiędzy Ferdynandem Habsburgiem a Janem Zápolyą poparł tego ostatniego. W nagrodę został obdarzony godnością despoty (część Serbów poparła Habsburgów). Jego następcą był Pavle Bakić. 